# Paraletes timidus
Paraletes timidus là một loài nhện trong họ Linyphiidae.
Loài này thuộc chi Paraletes. Paraletes timidus được Alfred Frank Millidge miêu tả năm 1991.